# Kispetrős
Kispetrős (1899-ig Kis-Pritrzsd, szlovákul Prietržka) község Szlovákiában, a Nagyszombati kerületben, a Szakolcai járásban.

## Fekvése
Szakolcától 6 km-re délnyugatra fekszik.

## Története
1262-ben "villa Petrus" néven említik először. Ezután 1392-ben említi oklevél. A 15. században királyi adományként a holicsi uradalommal együtt a Stíbor család birtoka, majd egészen a jobbágyfelszabadításig Szakolca városához tartozott. 1715-ben 11 jobbágy- és 24 zsellérháztartás mellett egy szabad háztartása volt. 1787-ben 84 házát 408-an lakták. 1828-ban 57 házában 398 lakosa élt. Lakói mezőgazdasággal, szőlőtermesztéssel, állattartással foglalkoztak.
Vályi András szerint "PRITZD, vagy Pritrszka. Tót falu Nyitra Vármegyében, földes Ura a’ Szakoltzai Ispotály, lakosai katolikusok, fekszik Szakoltzához közel, mellynek filiája, legelője szoros, szőleje tágas, és termékeny, fája van mind a’ kétféle, réttyei jók, piatza Szakoltzán, és Holitson, első osztálybéli."
Fényes Elek geográfiai szótárában "Pricsd, (Kis) (Pritcska), tót falu, Nyitra vmegyében, Szakolczához 1 fertálynyira: 406 kath., 7 zsidó lak. Van malma s jó szántóföldei. F. u. a szakolcsai kórház; mellyet a hatalmas Stibor Vajda alapitott."  Archiválva 2007. szeptember 27-i dátummal a Wayback Machine-ben
A trianoni békeszerződésig Nyitra vármegye Szakolcai járásához tartozott.

## Népessége
| Év:            | 1994. | 2004.   | 2014.   | 2024.    |
| -------------- | ----- | ------- | ------- | -------- |
| Emberek száma: | 426   | 452     | 487     | 557      |
| Eltérés:       |       | +6,10 % | +7,74 % | +14,37 % |

| Év:            | 2023. | 2024.   |
| -------------- | ----- | ------- |
| Emberek száma: | 550   | 557     |
| Eltérés:       |       | +1,27 % |

1910-ben 392, túlnyomórészt szlovák lakosa volt.
2001-ben 427 lakosából 424 szlovák volt.
2011-ben 499 lakosából 478 szlovák.

## Nevezetességei
- Római katolikus temploma 1832-ben épült klasszicista stílusban.
- Barokk haranglába a 18. század végén épült.

## Külső hivatkozások
- Községinfó
- Kispetrős Szlovákia térképén
- A község rövid története
- E-obce.sk[halott link]